# Zorkovac
Zorkovac – wieś w Chorwacji, w żupanii karlowackiej, w mieście Ozalj. W 2011 roku liczyła 209 mieszkańców.